# Ascitendus
Ascitendus — рід грибів родини Annulatascaceae. Назва вперше опублікована 2004 року.

## Класифікація
До роду Ascitendus відносять 1 вид:
- Ascitendus austriacus